# استفتاء الاتحاد السوفيتي 1991

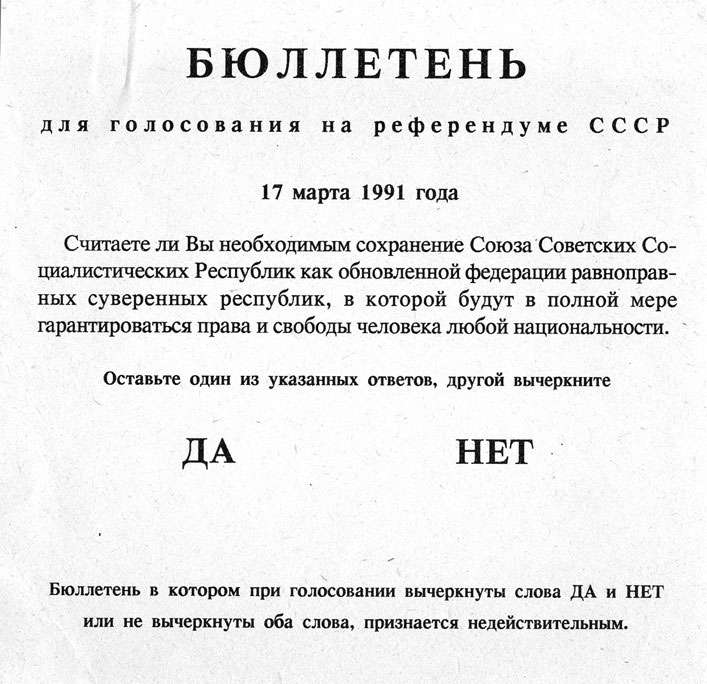
نشرة التصويت

استفتاء الاتحاد السوفيتي 1991 (بالروسية: Всесоюзный референдум о сохранении СССР) هو استفتاء أجري في 17 مارس 1991. كان السؤال المطروح على الناخبين هُو:

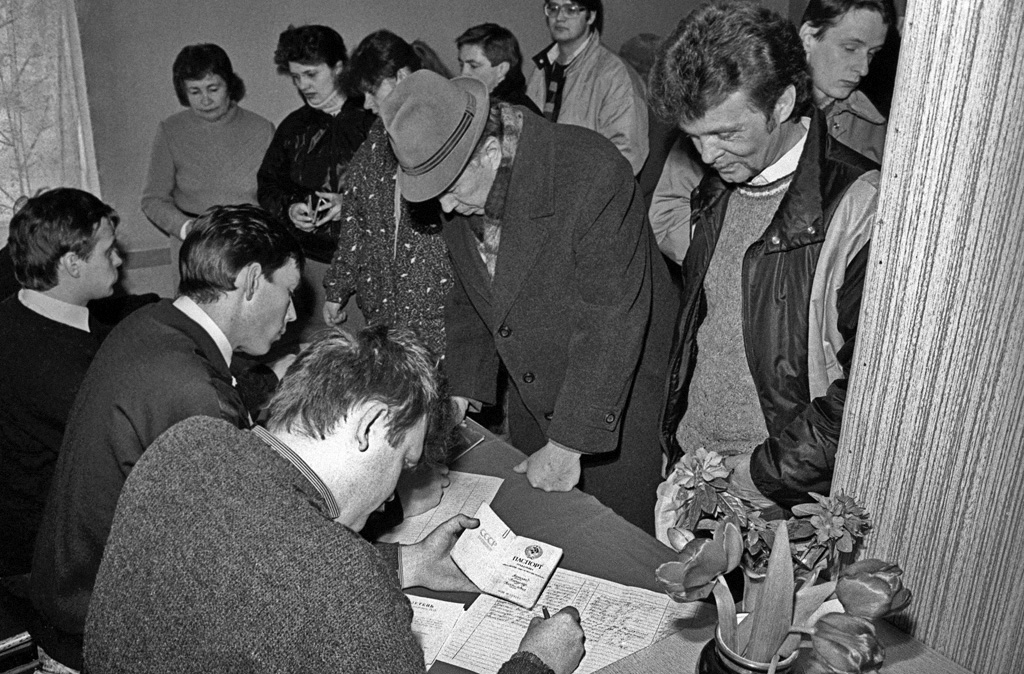
ناخبون في مركز اقتراع ليتواني

هل تعتبرون أنه من الضروري الحفاظ على اتحاد الجمهوريات الاشتراكية السوفيتية كاتحاد فيدرالي متجدد من الجمهوريات ذات السيادة المتساوية حيث يتم ضمان حقوق وحريات الفرد من أي عرق بشكل كامل؟ 
في كازاخستان، تم تغيير صياغة الاستفتاء من خلال استبدال «الدول ذات السيادة المتساوية» بـ «الجمهوريات ذات السيادة المتساوية».
في أوزبكستان وأوكرانيا وقيرغيزيا تم طرح سؤال إضافي حول سيادة واستقلال هذه الجمهوريات.
على الرغم من مقاطعة التصويت من قبل السلطات في أرمينيا وإستونيا وجورجيا (لم تشمل مقاطعة أبخازيا الانفصالية، حيث كانت النتيجة أكثر من 98% لصالحها، وأيضاً في أوسيتيا الجنوبية)، لاتفيا وليتوانيا ومولدوفا (لم تشمل ترانسنيستريا أو جاجوزيا)، بلغت نسبة المشاركة 80% في باقي أنحاء الاتحاد السوفيتي. تمت الموافقة على سؤال الاستفتاء من قبل ما يقرب من 80% من الناخبين في جميع الجمهوريات التسع الأخرى المشاركة. كان الاستفتاء الوحيد في تاريخ الاتحاد السوفيتي، حيث منع انقلاب أغسطس تشكيل الاتحاد الجديد، مما تسبب في حل الاتحاد السوفيتي في 26 ديسمبر 1991.

## نظرة عامة
في 24 ديسمبر 1990، قرر نواب الكونغرس الرابع لنواب الشعب اعتبار أنه من الضروري الحفاظ على الاتحاد السوفيتي باعتباره اتحادًا متجددًا للجمهوريات ذات السيادة المتساوية، والتي ستضمن بالكامل حقوق الإنسان والحريات من أي جنسية. وتناول الاستفتاء خمسة أسئلة:
- هل تعتبر أنه من الضروري الحفاظ على الاتحاد السوفيتي كاتحاد فيدرالي متجدد من الجمهوريات ذات السيادة المتساوية، والتي سيتم ضمانها بالكامل لحقوق الإنسان والحريات من أي جنسية؟ (نعم / لا)
- هل تعتبر أنه من الضروري الحفاظ على الاتحاد السوفيتي كدولة واحدة؟ (نعم / لا)
- هل ترى ضرورة الحفاظ على النظام الاشتراكي في الاتحاد السوفيتي؟ (نعم / لا)
- هل ترى أنه من الضروري الحفاظ على القوة السوفيتية بعد إصلاح أو تجديد الاتحاد؟ (نعم / لا)
- هل تشعر انه من الضروري اصلاح أو تجديد حقوق الإنسان والحريات داخل الاتحاد السوفيتي؟  (نعم / لا) (لم يتم تحديد أي نتائج قانونية أو تشريعية، في حالة القبول، أو غير ذلك)

في نفس اليوم، وبمبادرة وإصرار من الرئيس ميخائيل جورباتشوف، اعتمد الكونغرس قرارين بشأن إجراء استفتاء حول الملكية الخاصة للأراضي وحول الحفاظ على الاتحاد باعتباره اتحاد السيادة المتساوية للجمهوريات الاشتراكية السوفيتية. من أجل اعتماد القرار الأول صوت عليه 1553 نائبا مقابل - 84 وامتنعوا عن التصويت - 70. من أجل تبني القرار الثاني صوّت 1677 نائباً مقابل - 32 وامتنعوا عن التصويت.
ومع ذلك، فيما يتعلق بالقرار الأول الذي أوضحه الرئيس YH كالميكوف لاحقًا في جلسة لمجلس السوفيات الأعلى للجنة المجلس الأعلى للتشريع في الاتحاد السوفيتي، طلب الرئيس الامتناع عن إجراء استفتاء حول مسألة الملكية الخاصة.
أعطيت الدورة الثانية للمرسوم. وقالت إنه «بسبب النداءات العديدة للعمال الذين أعربوا عن قلقهم بشأن مصير الاتحاد السوفيتي، وبالنظر إلى أن الحفاظ على دولة اتحاد واحدة هو أهم قضية في الحياة العامة، ويؤثر على مصالح كل شخص، وجميع سكان الاتحاد السوفيتي.»، قرر مجلس نواب الشعب اتحاد الجمهوريات الاشتراكية السوفيتية:
1. إجراء استفتاء لاتحاد الجمهوريات الاشتراكية السوفيتية لمعالجة مسألة الحفاظ على الاتحاد كاتحاد متجدد من الجمهوريات الاشتراكية السوفيتية المتساوية ذات السيادة، مع مراعاة نتائج التصويت لكل دولة على حدة. 2. تكليف المجلس الأعلى لاتحاد الجمهوريات الاشتراكية السوفيتية بتحديد موعد للاستفتاء وضمان إجراءاته. - قرار اعتبار اتحاد الجمهوريات الاشتراكية السوفيتية من البلدان منخفضة الدخل في 24 ديسمبر 1990 1856-1
في 27 ديسمبر 1990، قرر كونغرس نواب الشعب لاتحاد الجمهوريات الاشتراكية السوفيتية سنه في اليوم الذي اعتمد فيه قانون اتحاد الجمهوريات الاشتراكية السوفيتية «بشأن التصويت الشعبي (استفتاء الاتحاد السوفيتي)».
وفقاً للقانون 5 من قانون اتحاد الجمهوريات الاشتراكية السوفيتية «بشأن التصويت الشعبي (استفتاء الاتحاد السوفيتي)» قانون وجهة استفتاء اتحاد الجمهوريات الاشتراكية السوفيتية هو لمجلس نواب الشعب لاتحاد الجمهوريات الاشتراكية السوفيتية، وبشأن المسائل التي لا تتعلق بالولاية القضائية الحصرية لاتحاد الجمهوريات الاشتراكية السوفيتية مجلس نواب الشعب، في الفترة بين المؤتمرات - مجلس السوفيات الأعلى لاتحاد الجمهوريات الاشتراكية السوفيتية. «بناءً على حقيقة أنه لا يمكن لأحد، باستثناء الشعب، تحمل المسؤولية التاريخية عن مصير الاتحاد السوفيتي، وفقًا لقرار المؤتمر الرابع لنواب الشعب لاتحاد الجمهوريات الاشتراكية السوفيتية وفقًا لقانون استفتاء اتحاد الجمهوريات الاشتراكية السوفيتية» في 16 كانون الثاني (يناير) 1991، قرر المجلس الأعلى لاتحاد الجمهوريات الاشتراكية السوفيتية ما يلي:
1. إجراء استفتاء على الاتحاد السوفيتي بشأن الحفاظ على الاتحاد السوفيتي كاتحاد جمهوريات متساوية، يوم الأحد 17 مارس / آذار 1991، بكامل أراضي الاتحاد السوفيتي.
2. لتحديد نتائج التصويت من قبل جمهورية الاتحاد السوفيتي الاشتراكية ككل، يجب مراعاة نتائج التصويت لكل دولة على حدة.

## النتائج
| خيار                        | الأصوات     | ٪    |
| --------------------------- | ----------- | ---- |
| مع                          | 113.512.812 | 77.8 |
| ضد                          | 32303977    | 22.2 |
| أصوات غير صالحة / فارغة     | 2,757,817   | -    |
| المجموع                     | 148,574,606 | 100  |
| الناخبون المُسجلون / الإقبال | 185,647,355 | 80.0 |
| المصدر: Nohlen & Stöver     |             |      |

## أسئلة اضافية
في العديد من الجمهوريات، تمت إضافة أسئلة إضافية إلى بطاقة الاقتراع. في روسيا، تم طرح سؤال إضافي حول ما إذا كان ينبغي إنشاء منصب انتخابي لرئيس روسيا. في قيرغيزيا وأوكرانيا وأوزبكستان، كان السؤال الإضافي حول سيادة جمهورياتهم كجزء من اتحاد جديد.

### قرغيزيا
وفي قيرغيزيا سئل الناخبون أيضا «هل توافقون على أن جمهورية قيرغيزستان يجب أن تكون في الاتحاد المتجدد كجمهورية ذات سيادة وذات حقوق متساوية؟» تمت الموافقة عليه من قبل 62.2% من الناخبين، على الرغم من انخفاض الإقبال عند 81.7 ٪، مقارنة بـ 92.9% في الاستفتاء على مستوى الاتحاد.
| خيار                    | الأصوات٪ |
| ----------------------- | -------- |
| مع                      | 62.2     |
| ضد                      | 37.8     |
| أصوات غير صالحة / فارغة | -        |
| المجموع                 | 100      |
| المصدر: Nohlen et al.   |          |

### أوكرانيا
في أوكرانيا، سُئل الناخبون أيضًا «هل توافقون على أن أوكرانيا يجب أن تكون جزءًا من اتحاد الدول ذات السيادة السوفيتية على أساس إعلان سيادة دولة أوكرانيا؟» ووافق 81.7% على الاقتراح. أجرت أوكرانيا في وقت لاحق استفتاء خاص بها في 1 ديسمبر، حيث صوت 92% لصالح الاستقلال.
| خيار                        | الأصوات    | ٪    |
| --------------------------- | ---------- | ---- |
| مع                          | 25224687   | 81.7 |
| ضد                          | 5655701    | 18.3 |
| أصوات غير صالحة / فارغة     | 584703     | -    |
| المجموع                     | 31,465,091 | 100  |
| الناخبون المسجلون / الاقبال | 37689767   | 83.5 |
| المصدر: Nohlen & Stöver     |            |      |

في نفس اليوم، أجرى استفتاء في مقاطعات غاليسيا سأل إيفانو فرانكيفسك ولفيف وترنوبل عن إنشاء دولة أوكرانيا المستقلة. أيد 88% من الناخبين في هذا الاستفتاء استقلال أوكرانيا.

### أوزبكستان
في أوزبكستان، سُئل الناخبون أيضًا «هل توافقون على أن تظل أوزبكستان جزءًا من اتحاد (فيدرالي) متجدد كجمهورية ذات سيادة تتمتع بحقوق متساوية؟» ووافق عليها 94.9% من الناخبين، وبلغت نسبة المشاركة 95.5% في 29 ديسمبر، صوت 98% من الأوزبك للاستقلال الكامل.
| خيار                    | الأصوات   | ٪    |
| ----------------------- | --------- | ---- |
| مع                      | 9,196,848 | 94.9 |
| ضد                      | 511373    | 5.1  |
| أصوات غير صالحة / فارغة | 108112    | 1.1  |
| المجموع                 | 9824304   | 100  |
| المصدر: Nohlen et al.   |           |      |